# Ningbo Challenger 2011
Il Ningbo Challenger 2011 è stato un torneo professionistico di tennis giocato sul cemento. È stata la 1ª edizione del torneo maschile, la 2ª del torneo femminile, che fanno parte dell'ATP Challenger Tour nell'ambito dell'ATP Challenger Tour 2011 e dell'ITF Women's Circuit nell'ambito dell'ITF Women's Circuit 2011. Il torneo maschile e quello femminile si sono giocati a Ningbo in Cina dal 12 al 18 settembre 2011.

## Partecipanti ATP

### Teste di serie
| Nazionalità   | Giocatore            | Ranking* | Testa di serie |
| ------------- | -------------------- | -------- | -------------- |
| Taipei cinese | Lu Yen-hsun          | 82       | 1              |
| Germania      | Rainer Schüttler     | 111      | 2              |
| Russia        | Aleksandr Kudrjavcev | 145      | 3              |
| Germania      | Cedrik-Marcel Stebe  | 151      | 4              |
| Estonia       | Jürgen Zopp          | 204      | 5              |
| Stati Uniti   | Michael Yani         | 206      | 6              |
| Germania      | Dominik Meffert      | 211      | 7              |
| Sudafrica     | Fritz Wolmarans      | 212      | 8              |

- Rankings al 29 agosto 2011.

### Altri partecipanti
Giocatori che hanno ricevuto una wild card:
- Wang Chuhan
- Feng He
- Ma Yanan
- Zhou Zhuoqing

Giocatori passati dalle qualificazioni:
- Luka Gregorc
- Christopher Rungkat
- Jose Rubin Statham
- Daniel Yoo

## Partecipanti WTA

### Teste di serie
| Nazionalità   | Giocatrice              | Ranking* | Testa di serie |
| ------------- | ----------------------- | -------- | -------------- |
| Paesi Bassi   | Arantxa Rus             | 82       | 1              |
| Bielorussia   | Nastas'sja Jakimava     | 84       | 2              |
| Francia       | Stéphanie Foretz Gacon  | 116      | 3              |
| Taipei cinese | Chang Kai-chen          | 140      | 4              |
| Giappone      | Erika Sema              | 145      | 5              |
| Ucraina       | Tetjana Lužans'ka       | 147      | 6              |
| Thailandia    | Noppawan Lertcheewakarn | 156      | 7              |
| Cina          | Han Xinyun              | 169      | 8              |

- Rankings al 29 agosto 2011

### Altre partecipanti
Giocatrici che hanno ricevuto una wild card:
- Duan Yingying
- Liu Wanting
- Tian Ran
- Zhao Di

Giocatrici passate dalle qualificazioni:
- Shūko Aoyama
- Hu Yueyue
- Xu Yifan
- Lin Zhu

## Campioni

### Singolare maschile
Lu Yen-hsun ha battuto in finale  Jürgen Zopp con il punteggio di 6–2, 3–6, 6–1

### Singolare femminile
Nastas'sja Jakimava ha battuto in finale  Erika Sema con il punteggio di 7–6(3), 6–3

### Doppio maschile
Karan Rastogi /  Divij Sharan hanno battuto in finale  Jan Hernych /  Jürgen Zopp con il punteggio di 3–6, 7–6(3), [13–11]

### Doppio femminile
Tetjana Lužans'ka /  Zheng Saisai hanno battuto in finale  Chan Chin-wei /  Han Xinyun con il punteggio di 6–4, 5–7, [10–4]